# Nicola Scafetta
Nicola Scafetta (1975) es un investigador climatólogo italiano del Grupo de Laboratorio ACRIM, y profesor adjunto asistente en el Departamento de Física de la Duke University. Se ha especializado en estadística teórica y aplicada, y en modelos nolineales de procesos altamente complejos. Ha publicado con revisión por pares, artículos en revistas científicas, cubriendo una amplia variedad de disciplinas, incluyendo astronomía, biología, climatología, economía, medicina, física, y sociología. Sus publicaciones en astronomía, al menos, han sido en su mayoría en revistas de segundo nivel.

## Primeros años y educación
Scafetta es aborigen de Italia. En 1997, obtuvo su laurea en física por la Universidad de Pisa; y en 2001 un Ph.D. también en esa especialidad por la Universidad del Norte de Texas. Realizó la defensa de su tesis doctoral titulada An entropic approach to the analysis of time series.

## Carrera
Scafetta fue investigador asociado en el Departamento de Electricidad e Ingeniería informática de la Duke University, de 2002 a 2003; y luego científico en el departamento de Física de 2003 a 2009. Ha sido profesor visitante en la Universidad Elon y en la del University of North Carolina. Scafetta actualmente es investigador en el grupo del Laboratorio ACRIM y profesor asistente adjunto en el departamento de física de la Universidad de Duke, desde 2010.
Es miembro de American Physical Society, American Geophysical Union, y de la American Association of Physical Teachers.

### ACRIM
Según Scafetta y otros, las mediciones de irradiancia solar totales (su acrónimo en inglés TSI) recogidos por satélites desde 1978 son deficientes debido al desastre del transbordador espacial Challenger impidiendo el lanzamiento del satélite ACRIM 2 para reemplazar el ACRIM 1 y que resultó en una brecha de datos de dos años de la serie temporal ACRIM. Los científicos puentearon esa brecha, con datos de otros satélites y concluyó que no hubo mayor calentamiento del Sol para contribuir al calentamiento de la superficie del planeta observado entre 1980 y 2002. Richard Willson, investigador principal de los experimentos ACRIM y sus colegas, incluyendo a Scafetta, impugnó estas conclusiones y abogó por una tendencia significativa en la luminosidad solar media en el mismo período. Scafetta y West aplicaron un nuevo análisis de los hallazgos del Columbia a la conclusión de que, "el sol puede haber contribuido mínimamente aproximadamente 10 a 30 por ciento del calentamiento superficial global 1980-2002."

### Contribuciones científicas
Scafetta desarrolló un Análisis de Difusión de Entropía, un método de análisis estadístico que distingue entre los ruidos del camino aleatorio de Levy y del fractal movimiento browniano en sistemas complejos. Scafetta utilizó este método en un análisis de 2002, de embarazo en la adolescencia.

## Su visión del calentamiento y cambio climático global
Scafetta cree que, "Por lo menos el 60% del calentamiento de la Tierra observada desde 1970 parece ser inducida por los ciclos naturales que están presentes en el sistema solar." En 2009, Scafetta se expuso a críticas por no revelarse los algoritmos informáticos necesarios para reproducir sus investigaciones. Scafetta respondió diciendo que los códigos en cuestión se le suministraron a una revista científica y que si "la revista toma su tiempo para publicarlo, no es culpa nuestra."

## Algunas publicaciones
- Nicola Scafetta, Patti Hamilton, Paolo Grigolini. "The thermodynamics of social process: the teen birth phenomenon," Fractals, 9, 193-208 (2001).

- Nicola Scafetta, Sergio Picozzi, Bruce J. West. "An out-of-equilibrium model of the distributions of wealth". Quantitative Finance 4, 353-364 (2004)."

- Nicola Scafetta, Bruce J. West. "Multiresolution diffusion entropy analysis of time series: an application to births to teenagers in Texas". Chaos, Solitons & Fractals 20, 119 (2004).

- Nicola Scafetta, Paolo Grigolini. "Scaling detection in time series: diffusion entropy analysis," Phys. Rev. E 66, 036130 (2002) "

- Nicola Scafetta, Richard Moon, Bruce J. West. "Fractal Response of Physiological Signals to Stress Conditions, Environmental Changes and Neurodegenerative Diseases," Complexity 12, 12-17 (2007).

- Nicola Scafetta, Bruce J. West. "Phenomenological reconstructions of the solar signature in the NH surface temperature records since 1600." J. Geophys. Res. 112, D24S03, doi 10.1029/2007JD008437 (2007).

- N. Scafetta. "Empirical analysis of the solar contribution to global mean air surface temperature change," J. of Atmospheric and Solar-Terrestrial Physics 71, 1916–1923 (2009), doi 10.1016/j.jastp.2009.07.007.

- Nicola Scafetta, Richard Willson. "ACRIM-gap and Total Solar Irradiance (TSI) trend issue resolved using a surface magnetic flux TSI proxy model", Geophysical Res. Letter 36, L05701, doi 10.1029/2008GL036307 (2009).

- Bruce J. West, Nicola Scafetta. Disrupted Networks: From Physics to Climate Change. Vol. 13 de Studies of Nonlinear Phenomena in Life Sci. Editor World Scientific, 316 pp. ISBN 981-4304-31-X, ISBN 978-981-4304-31-3 (2010) en línea

- Nicola Scafetta. Fractal and Diffusion Entropy Analysis of Time Series: Theory, Concepts, Applications and Computer Codes for Studying Fractal Noises and Lévy Walk Signals. Editor VDM Publ. 300 pp. ISBN 3-639-25795-2, ISBN 978-3-639-25795-3 (2010)

- Craig Loehle, Nicola Scafetta. "Climate Change Attribution Using Empirical Decomposition of Climatic Data." The Open Atmospheric Science Journal, 2011 5, 74-86. en línea todo

- Loehle & Scafetta, info suplementaria

- Nicola Scafetta. Testing an astronomically based decadal-scale empirical harmonic climate model versus the IPCC (2007) general circulation climate models. J. Atmos. Sol.–Terr. Phys. (2012) 80: 124 - 137 en línea

- Nicola Scafetta. Corrigendum to “Testing an astronomically based decadal-scale empirical harmonic climate model versus the general circulation climate models”. J. Atmos. Sol.–Terr. Phys. (2012) 80: 347 en línea